# 米拉多尔 (马拉尼昂州)
米拉多尔是巴西马拉尼昂州的一个市镇。总面积8609.822平方公里，总人口17839人，人口密度2.1人/平方公里。